# 千葉県立佐倉東高等学校
千葉県立佐倉東高等学校（ちばけんりつ さくらひがしこうとうがっこう）は、千葉県佐倉市城内町に所在する公立高等学校である。学校設立以来、約1世紀にわたって女子校であったが、2005年4月から男女共学化。

## 概要
千葉県内の公立高校で唯一の服飾デザイン科及び調理国際科が設置されている。
定時制課程は2022年度に募集停止される。定時制の在学者は2022年4月に千葉県立佐倉南高等学校の夜間部に転入した。

### 校訓
真摯醇正

### 学校教育目標
目標を持って学び、自他を尊重し、たくましい心と体を養い、社会に貢献する生徒を育成する。

### 校歌
2005年の共学化に伴い制定
- 作詞 - 佐佐木幸綱
- 作曲 - 仙道作三

## 学科
- 全日制課程
  - 普通科（学年制）
  - 服飾デザイン科
  - 調理国際科
- 定時制課程
  - 普通科（単位制）

## 沿革
- 1907年（明治40年）
  - 佐倉町立佐倉女子技芸学校として佐倉市裏新町に開校
- 1910年（明治43年）
  - 佐倉町立佐倉実践女学校と改称
- 1914年（大正3年）
  - 佐倉市鏑木町に移転
- 1918年（大正7年）
  - 5月10日 - 印旛郡へ移管、印旛郡立佐倉実科高等女学校と改称
- 1921年（大正10年）
  - 印旛郡立佐倉高等女学校と改称
- 1923年（大正12年）
  - 千葉県へ移管、千葉県立佐倉高等女学校と改称
- 1934年（昭和9年）
  - 旧校歌制定
- 1948年（昭和23年）
  - 千葉県立佐倉女子高等学校と改称
- 1950年（昭和25年） 
  - 千葉県立佐倉第二高等学校と改称
- 1952年（昭和27年）
  - 千葉郡大和田町（現在の八千代市勝田台南）に夜間定時制の大和田分校（現在の県立八千代高等学校）開設
- 1961年（昭和36年）
  - 千葉県立佐倉東高等学校と改称
- 1963年（昭和38年）
  - 家庭科を家政科に改称
- 1967年（昭和42年）
  - 現在地に移転
- 1970年（昭和45年）
  - 家政科を廃止し、新たに被服科、食物科を設置
- 1992年（平成4年）
  - 被服科を服飾デザイン科に改編
- 1995年（平成7年）
  - 食物科を調理国際科に改編
- 1997年（平成9年）
  - 創立90周年記念式典挙行
- 2005年（平成17年） 
  - 男女共学化、新校歌制定
- 2008年（平成20年）
  - 創立100周年記念式典挙行

## 部活動
全日制課程
- 運動部
  - 野球部
  - ソフトボール部
  - ソフトテニス部
  - 硬式テニス部
  - バドミントン部
  - バスケットボール部
  - 女子バレーボール部
  - フットサル部
  - 卓球部
  - 剣道部
  - 弓道部
  - 陸上競技部
  - ライフル射撃部
- 文化部
  - 吹奏楽部
  - 箏曲部
  - ギター部
  - 華道部
  - 茶道部
  - 写真部
  - 文芸部
  - 美術部
  - 演劇部
  - 書道部
  - イラスト研究部
  - ファッションデザイン部
  - 編み物部
  - 調理技術研究同好会
  - アストロ同好会
  - JRC同好会
  - 学校家庭クラブ

定時制課程
- バスケットボール部
- ソフトテニス部
- 硬式野球部
- 卓球部
- 陸上競技部
- 芸術部（写真・書道・美術）

### 最寄り駅
- 東日本旅客鉄道 - 佐倉駅
- 京成電鉄 - 京成佐倉駅

## 著名な出身者
- 遠山あき（作家）
- 堀越のり（タレント、中途転校）
- 片山僚（バンドHalo at 四畳半のドラム、コーラス）
- 三遊亭遊朝（落語家）
- 林巨樹 (パティシエ起業家）